# Tillandsia chapeuensis
Tillandsia chapeuensis là một loài thuộc chi Tillandsia. Đây là loài bản địa của Brasil.